# Cerkev sv. Križa, Dednja vas
Cerkev sv. Križa v Dednji vasi je podružnična cerkev Župnije Pišece.
Cerkev stoji na dominantnem in izrazito izpostavljenem griču, ki utegne biti tudi arheološko zanimiv. Njen obstoj je izpričan že vsaj leta 1695, ko je dobila zvon. Je 15 metrov dolga, 5,5 metra široka in 4 metre visoka, zvonik pa je visok 22 metrov. Stavba predstavlja z izjemo mlajšega kornega prizidka gotsko jedro. Njegove stilne oblike kaže z zidcem opasani prezbiterij, njegov rebrasti obok, šilasti slavolok in s trolistom zaključeno gotsko okno, ki se nekoliko predelano ponovi še v južni steni ladje. Na to gotsko jedro je bil v drugi polovici 18. stoletja prizidan na zahodni strani ladje korni zaključek, verjetno sočasno z zakristijo, v kateri je kropilnik z vklesano letnico 1764. Strop ladje je raven in lesen. Cerkev ima tri razmeroma dragocene oltarje. Klopi in del spovednice so bili pripeljani iz grajske kapele Marije Pomočnice gradu Pišece.
Od podružnic Pišečke župnije ima cerkev sv. Križa edina kor z orglami ter prižnico. Včasih je bil običaj, da je na dan Gospodovega vnebohoda šla procesija s najsvetejšim iz Pišec do cerkve sv. Križa.
Cerkev je bila obnovljena leta 1994. Pred samo obnovo je bilo treba urediti dovozno pot in prostor za deponacijo gradbenega materiala. Pravtako je bilo narejeno parkirišče pod cerkvijo. Glavnina lesene konstrukcije je bila zamenjana, cerkev na novo prekrita, tudi zvonik je dobil novo bakreno streho. Narejena je bila fasada ter strelovod.